# Акина
Акина (узб. اقينه) — пограничный посёлок в Афганистане,  на границе с Туркменистаном, напротив туркменского пограничного посёлка Имамназар, к северу от афганского города Андхой. Административно относится к району Хани-Чарбаг вилаята Фарьяб.
В 2007 году был открыт пункт пропуска через государственную границу Имамназар-Акина, один из двух на афганско-туркменской границе (второй — Серхетабад-Торгунди).
Через Акину проходит железная дорога Туркменистан — Афганистан — Таджикистан. Участок от туркменского города Керки открыт для движения в ноябре 2016 года. 14 января 2021 года в присутствии лидеров Туркменистана и Афганистана Гурбангулы Бердымухамедова и Мохаммада Ашрафа Гани открыт для движения участок Акина-Андхой. В Акине находится небольшой сухой порт.